# گواک دونگ-هان
گواک دونگ-هان (انگلیسی: Gwak Dong-han؛ زادهٔ ۲۰ آوریل ۱۹۹۲) جودوکار اهل کره جنوبی است.